# Sonic the Hedgehog 2
Sonic the Hedgehog 2 (jap.: ソニック・ザ・ヘッジホッグ 2, Hepburn: Sonikku za Hejjihoggu Tsū), auch nur Sonic 2, ist ein 2D-Jump-’n’-Run-Computerspiel, das von Sonic Team und Sega Technical Institute (STI) entwickelt und von Sega erstmals in Japan am 21. November 1992 für das Sega Mega Drive veröffentlicht wurde. Im selben Jahr erschien für das Sega Master System und den Sega Game Gear eine gleichnamige 8-Bit-Version.
Die größte Neuerung des Spiels war die Einführung von Sonics Sidekick und fortan besten Freund Miles Tails Prower, der dem blauen Igel auf Schritt und Tritt folgt und auch im Einzelspieler-Modus mit einem zweiten Controller gesteuert werden konnte, ein neuer Splitscreen-Mehrspielermodus, Super Sonic, der neuen Spin-Dash-Fähigkeit und allgemein größerer Umfang.
Mit dem Modul dieses Spiels schaltet man auf dem Lock-On-Cartridge von Sonic & Knuckles das Spiel Knuckles the Echidna in Sonic the Hedgehog 2 frei.
Es ist der Nachfolger von Sonic the Hedgehog (1991) und der Vorgänger von Sonic the Hedgehog 3 (1994).

## Handlung
Mit seinem neuen Doppeldecker-Flugzeug namens Tornado verlässt Sonic South Island und landet auf einer ihm noch unerforschten Insel namens West Side Island. Dort wird er von einem Fuchs namens Miles Prower beobachtet und verfolgt. Verwundert, dass jemand mit seiner Schnelligkeit mithalten kann, gibt Sonic Miles den Spitznamen Tails wegen seiner zwei propellerartigen Fuchsschwänze, die er zur zusätzlichen Beschleunigung nutzt. Auch an Sonics Flugzeug Tornado findet Tails großen Gefallen und so freunden sich die beiden an. Tails beschließt, Sonic trotz seiner Geschwindigkeit fortan so gut zu folgen, wie er kann. Währenddessen versucht Dr. Robotnik erneut die Weltherrschaft an sich zu reißen, indem er die Tiere von West Side Island einfängt und zudem eine im Weltall gelegene, geheime Festung, das Death Egg, erbaut. Des Weiteren ist er auf der Suche nach den sieben Chaos Emeralds, die ihn nahezu unbesiegbar machen könnten. Sonic und sein neuer Freund Tails machen sich auf den Weg, um ihm erneut das Handwerk zu legen.
Nach einer langen Reise durch verschiedene Zonen gelangt Sonic mit dem von Tails geflogenen und modifizierten Doppeldecker Tornado auf Dr. Robotniks fliegende Festung und schafft es, sich an der Rakete, mit der Robotnik zurück zum Death Egg flüchtet, festzuhalten und dringt ebenfalls in das Death Egg ein. Dort muss er sich zunächst seinem Roboter-Ebenbild Mecha Sonic stellen, bevor er den finalen Kampf gegen den riesigen Death Egg Robot bestreitet. In einem langwierigen Kampf kann Sonic Dr. Robotnik schließlich besiegen, worauf hiernach das ganze Death Egg zusammenbricht. Sonic fällt auf den Planeten hinab und wird von Tails auf seinem Tornado gerettet. Sammelt Sonic während des Abenteuers alle sieben Chaos Emerald, fliegt Sonic als Super Sonic stattdessen neben Tails und dem Tornado her.

## Gameplay
In Sonic the Hedgehog 2 übernimmt der Spieler die Kontrolle über den blauen Igel Sonic the Hedgehog, der von Miles Tails Prower auf Schritt und Tritt begleitet wird, in einem sidescrollenden 2D-Jump-'n'-Run. Alternativ kann im Optionsmenü auch eingestellt werden, nur mit Sonic oder nur mit Tails allein das Abenteuer zu bestreiten. Das Leveldesign passt sich mit Sprungfedern, Loopings und mehr dem dynamischen, schnellen Spielgefühl an. Neben dem Steuerkreuz zur Bewegung ist nur ein Aktionsknopf zum Springen nötig. In springender oder rollender Form, Spin Attack genannt, kann Sonic Gegner besiegen oder Itemboxen in Form von Monitoren öffnen. Wenn man mit dem Steuerkreuz nach unten Sonic ducken lässt und dann die Sprungtaste betätigt und loslässt, kann Sonic mit dem Spin Dash aus dem Stand schnell mit der Spin Attack nach vorne preschen. Bei Berührung können die goldenen Ringe eingesammelt werden; Nimmt Sonic Schaden, verliert er die Ringe. Nimmt Sonic Schaden, ohne Ringe zu besitzen, fällt in einen tödlichen Abgrund, wird zerquetscht oder ertrinkt, verliert er ein Extraleben, von denen man zu Spielbeginn drei besitzt. Sammelt man 100 Ringe, erhält man ein weiteres Extraleben. Auch in den Monitoren, auf dessen Bildschirm das jeweilige enthaltene Item angezeigt wird, kann ein Extraleben, zehn Ringe, ein Schutzschild, vorübergehende erhöhte Geschwindigkeit oder vorübergehende Unverwundbarkeit enthalten sein. Checkpoints in Form von Laternen markieren bei einem Lebensverlust den Rücksetzpunkt. Auch werden bei allen Aktionen Punkte gesammelt, die wiederum „Continues“ geben können, sodass das Spiel trotz Verlust sämtlicher Extraleben fortgesetzt werden kann. Die meisten Gegner können mit der Spin Attack besiegt werden, was Punkte bringt und die gefangenen Tiere befreit.
Das Spiel besteht aus elf Zonen (Emerald Hill Zone, Chemical Plant Zone, Aquatic Ruin Zone, Casino Night Zone, Hill Top Zone, Mystic Cave Zone, Oil Ocean Zone, Metropolis Zone, Sky Chase Zone, Wing Fortress Zone und Death Egg Zone) mit regulär zwei Acts, die als Level definiert werden können. Ausnahmen bildet die Metropolis Zone mit drei Acts (Gründe im Punkt Entwicklung), während die letzten drei Zonen aus nur einem einzelnen Act bestehen. Jede Zone hat dabei ihre eigene Thematik, Aussehen und Gegner-Vielfalt. Am Ende des jeweils letzten Acts wartet zudem ein Kampf gegen den Widersacher Dr. Robotnik und eine seiner tödlichen Maschinen, bevor das Spiel mit dem Abspann endet. Wenn Sonic mit mindestens 50 Ringen einen Checkpoint aktiviert, kann er unmittelbar über dem Checkpoint durch einen Sternenkreis in eine der sieben Special Stages gelangen, wo es jeweils einen der sieben im Spiel befindlichen Chaos Emeralds zu finden gibt, indem man die vorgegebene Anzahl an Ringen innerhalb der Special Stage sammelt. Beendet der Spieler das Spiel ohne alle Chaos Emeralds, erscheint eine Nachricht mit dem Text „Try Again“ nach dem Abspann, in dem Dr. Robotnik die fehlenden Chaos Emeralds besitzt. Sobald Sonic alle sieben Chaos Emeralds gesammelt hat, kann er sich, wenn er mindestens 50 Ringe besitzt und sich in der Luft befindet, in Super Sonic verwandeln. In dieser Form ist der Spieler unverwundbar, deutlich schneller und springt höher, jedoch zählt die Ringanzahl stetig rückwärts. Sobald alle Ringe aufgebraucht sind, verwandelt man sich zu Sonic zurück. Tails verfügt auch mit allen Chaos Emeralds über keine Verwandlung.
Im Mehrspielermodus stehen die Emerald Hill Zone, Mystic Cave Zone, Casino Night Zone im Splitscreen-Format und mit anderem Soundtrack zur Verfügung. Dabei übernimmt ein Spieler die Kontrolle über Sonic, der andere über Tails und gewonnen hat, wer am schnellsten das Ziel erreicht. Dabei gibt es zwei weitere Item-Monitore: Ein Teleport-Monitor, der die Positionen der beiden Spiel tauscht und ein ?-Monitor, der einen Effekt eines zufälligen Items auslöst. Auch können die Special Stages gespielt werden, hierbei ist der Sieger derjenige, der die meisten Ringe sammeln kann.

### Level
| Nr. | Zone                 | Acts | Bosskämpfe                   | Gegner                        |
| --- | -------------------- | ---- | ---------------------------- | ----------------------------- |
| 1 | Emerald Hill Zone    | 2    | Egg Drillster                | Buzzer, Coconuts, Masher      |
| 2 | Chemical Plant Zone  | 2    | Egg Poison                   | Grabber, Spiny                |
| 3 | Aquatic Ruin Zone    | 2    | Egg Hammer                   | Grounder, Chop Chop, Whisp    |
| 4 | Casino Night Zone    | 2    | Egg Claw                     | Crawl                         |
| 5 | Hill Top Zone        | 2    | Egg Scorcher Mk. II          | Rexon, Spiker, Sol            |
| 6 | Mystic Cave Zone     | 2    | Egg Digger                   | Crawlton, Flasher             |
| 7 | Hidden Palace Zone 1 | 1    | Egg Brass                    | BBat, Redz, Stegway, Jellies  |
| 8 | Oil Ocean Zone       | 2    | Eggmarine                    | Octus, Aquis                  |
| 9 | Metropolis Zone      | 3    | Egg Bouncer                  | Asteron, Shellcracker, Slicer |
| 10 | Sky Chase Zone       | 1    | –                            | Turtloids, Balkiry, Nebula    |
| 11 | Wing Fortress Zone   | 1    | Laser Prison                 | Clucker                       |
| 12 | Death Egg Zone       | 1    | Mecha Sonic, Death Egg Robot | –                             |
| Anmerkungen: 1 Nur erreichbar in den 2013 veröffentlichten iOS- und Android-Versionen des Spiels sowie in Sonic Origins |                      |      |                              |                               |

## Entwicklung
Nach dem Erfolg von Sonic the Hedgehog taten sich Yūji Nakas Sonic Team von SEGA of Japan mit Mark Cernys Sega Technical Institute von SEGA of America zusammen und begannen im November 1991 mit der Entwicklung eines Nachfolgers. Tails entstand aus der Feder von Yasushi Yamaguchi, doch es herrschte Uneinigkeit über den Namen: Während Yamaguchi auf den Namen Tails beharrte, wollte SEGA of America ihn unbedingt Miles Prower taufen – wegen des Wortspiels mit „Miles per Hour“. So einigte man sich auf einen offiziellen und einen Rufnamen des neuen Charakters.
Im Laufe der Entwicklung wurden einige Levelkonzepte entworfen, teils verwirklicht und teils wieder verworfen. In einem Sega-Magazin wurde Anfang 1992 ein Screenshot von Sonic in einer wüstenartigen Zone veröffentlicht, die nach einem späteren Interview mit Leveldesigner Brenda Ross den Namen Dust Hill Zone trug.
Das Team um Yūji Naka präsentierte im August 1992 auf einer Spielemesse in New York City eine spielbare Betaversion des unveröffentlichten zweiten Teils. Eine Kopie der Version wurde gestohlen, im Jahre 2000 von Simon Wai im Internet auf einer chinesischen Seite veröffentlicht und ist seither als Simon Wai Prototype bekannt. Bis zum Jahr 2019 kamen insgesamt elf verschiedene Prototypen mit unterschiedlichen Entwicklungsständen von Mai 1992 bis zum 17. September 1992 ans Tageslicht, womit sich die Entwicklungsgeschichte innerhalb dieses Zeitraumes selbst nachträglich sehr genau protokollieren lässt.
In der frühesten, spielbaren Version, als Nick Arcade Prototype bekannt, da diese Version in der amerikanischen TV-Show Nick Arcade von Kindern bereits im Mai 1992 spielbar war, befindet sich die Emerald Hill Zone unter dem Namen Green Hill Zone bereits in einem fortgeschrittenen Zustand. Über die Levelauswahl-Tastenkombination gelangt man zudem zu den neuen Leveln Hidden Palace Zone, Chemical Plant Zone und Hill Top Zone sowie zu fehlerhaften, instabilen Leveln des ersten Sonic-Spiels, alle mit Soundtracks des ersten Sonic the Hedgehog.
Im genannten Simon Wai Prototype vom August 1992 wurden die bestehenden vier Zonen des Nick Arcade Prototype verfeinert, sämtliche neue Soundtracks hinzugefügt und erstmals waren die Wood Zone, Aquatic Ruin Zone (bezeichnet als Neo Green Hill Zone), Oil Ocean Zone, Metropolis Zone, Mystic Cave Zone (bezeichnet als Dust Hill Zone) und noch eine deutlich andere Casino Night Zone spielbar. Die aus dem früheren Screenshot gesehene Dust Hill Zone wurde also durch die Mystic Cave Zone ersetzt. Die im 2017 erschienenen Sonic Mania enthaltene Mirage Saloon Zone basiert auf der frühen Dust Hill Zone. In der Levelauswahl waren zudem komplett fehlerhafte, leere Level verfügbar, darunter die Genocide City Zone, die später laut Konzeptzeichnungen in Cyber City Zone umbenannt wurde. Nachdem die Entwickler allmählich auf Grenzen der Speicherkapazität stießen, wurde zum Sparen von Speicherplatz die Cyber City Zone stattdessen als dritter Act der Metropolis Zone implementiert, weil man die Arbeit der Leveldesigner nicht verwerfen wollte.
Bis zum Entwicklungsstand des Prototyps vom 21. August 1992 wurden viele Zonen weiter verbessert und erstmals Super Sonic hinzugefügt. Der nächste Entwicklungsstand datiert auf den 14. September 1992 und diese Version hat die lange unveränderte Hidden Palace Zone und die Wood Zone entfernt (Die Überlegung, entweder die Hidden Palace Zone oder die Hill Top Zone zu streichen, fiel zu Gunsten letzterer), stattdessen kamen die Sky Chase Zone, Wing Fortress Zone, Death Egg Zone, die Special Stages und der Mehrspieler-Modus hinzu. Im letzteren waren noch alle Zonen inklusive Bosskämpfe spielbar, die bis zur finalen Version entfernten Zonen jedoch nur mit großen, technischen Problemen. Die letzte Prototyp-Version vom 17. September 1992, als Censor Prototype bekannt, feilte und verbesserte den bestehenden Inhalt. Die entfernte Hidden Palace Zone war sogar noch in Trailern und Werbespots zum Spiel zu sehen und wurde 2013 in der Mobile-Version von Christian Whitehead zu Ende gebaut und im Spiel an einer bestimmten Stelle versteckt.
Zur fast weltweit zeitgleichen Veröffentlichung am 24. November 1992 wurde dieser Tag groß als „Sonic 2sday“ beworben (gesprochen wie Tuesday, englisch für Dienstag). Die zeitgleiche Veröffentlichung in den USA und Europa innerhalb kürzester Zeit sorgte für Liefer-Engpässe und Strapazen bei den Händlern.
Die Musik des Spiels wurde wieder von Dreams-Come-True-Bassist Masato Nakamura komponiert. Der Ending-Soundtrack des Spiels wurde im Jahre 2006 mit Rapper Akon als Begleitstimme neu aufgenommen.

## Neuveröffentlichungen und Nachfolger

### Neuveröffentlichungen
Noch kurz vor der Erstveröffentlichung von Sonic the Hedgehog 2 auf dem Sega Mega Drive erschien 1992 ein gleichnamiges Sonic the Hedgehog 2 für Sega Game Gear und das Sega Master System, welches sich jedoch sowohl audiovisuell als auch inhaltlich vom Original unterscheidet. 1993 folgte exklusiv für Nordamerika ein Arcade-Spielhallenautomat, 1995 erschien für das Sega Mega Drive die Sonic Compilation, in dem das zweite Sonic als eines von drei Spielen enthalten war. 1997 war Sonic the Hedgehog 2 auf dem Sega-Saturn-Spiel Sonic Jam erstmals mit einem neuen Easy-Mode, bei dem es weniger Gegner und mehr Plattformen gibt, spielbar. Auch die Sonic Mega Collection (2002, Nintendo GameCube), Sonic Mega Collection Plus (2004, PlayStation 2, Xbox, PC), Sega Mega Drive Collection (2006 PlayStation 2, PlayStation Portable), Sega Mega Drive Ultimate Collection (2010 PlayStation 3, Xbox 360), Sonic PC Collection (2009, PC), Sonic Classic Collection (2010, Nintendo DS) und Sega Mega Drive Classics (2010 für PC, 2018 für PlayStation 4, Xbox One, Nintendo Switch) enthielten dieses Spiel.
Sonic the Hedgehog 2 wurde in seinem Ursprungszustand im Wii-Shop-Kanal, Nintendo eShop, PlayStation Network, Xbox Live Arcade sowie auf Steam online erneut angeboten und war ab 2021 im Nintendo Switch Online Erweiterungspaket enthalten. Für den Mobilemarkt gab es erstmals 2006 eine Handy-Version, die 2010 verbessert wurde, ehe 2013 Remaster-Mobile-Ports von Christian Whitehead für iOS und Android erschienen, die weitere spielbare Charaktere, eine deutlich optimierte Special Stage, die Hidden Palace Zone als komplett neu spielbares Level und ein 16:9-Breitbild hinzufügten.
Eine Umsetzung des Originalspiels mit 3D-Effekt für den Nintendo 3DS wurde im Jahr 2015 unter dem Namen 3D Sonic the Hedgehog 2 für den Nintendo eShop veröffentlicht, außerdem war das Spiel in seiner ursprünglichen Fassung auf dem 2019 veröffentlichten Sega Mega Drive Mini enthalten und 2020 auch Teil der Sega-Ages-Reihe für Nintendo Switch. Auf den Collections Sonic Origins (2022), welches auf den Tag genau zum 31. Jubiläum des ersten Sonic-Spiels erschien, sowie Sonic Origins Plus (2023), welches auf den Tag genau zum 32. Jubiläum des ersten Sonic-Spiels erschien, wurde die zuvor verbesserte und erweiterte Smartphone-Version von Sonic the Hedgehog 2 angepasst und eingebaut.

### Nachfolger
Nach Sonic the Hedgehog 2 für das Sega Mega Drive folgte 1993 Sonic the Hedgehog CD für das Sega Mega-CD, ehe 1994 Sonic the Hedgehog 3 und Sonic & Knuckles für das Sega Mega Drive veröffentlicht wurden. Zahlreiche Spin-Offs behandelten sowohl Jump 'n' Runs als auch andere Genres.
Nach Knuckles’ Chaotix 1995 für das Sega 32X bestritt die Sonic-Serie deutlicher den Weg der 3D-Jump-'n'-Runs wie Sonic Adventure, welche strenggenommen alle als Nachfolger des Ursprungsspiels zählen dürften. In Sonic Generations und Sonic Forces kehrte die aus Sonic the Hedgehog 2 bekannte Chemical Plant Zone zurück, beide Mal sowohl in 2D als auch in 3D spielbar, während die Death Egg Zone in Sonic & Knuckles, Sonic Drift 2, Sonic the Fighters, Sonic Battle, Sonic & Sega All-Stars Racing, Sonic & All-Stars Racing Transformed, Sonic the Hedgehog 4: Episode II und Sonic Forces erneut erschien.
Das 1999 für das Neo Geo Pocket Color erschienene Sonic the Hedgehog Pocket Adventure stellt ein eigenes Spiel dar, jedoch besteht der Großteil des Inhalts aus Zonen, Gegnern, Gimmicks und Leveldesigns von Sonic the Hedgehog 2.

## Rezeption
Sonic the Hedgehog 2 wurde allgemein sehr positiv bewertet und ist für viele eines der besten, für manche sogar das beste Sonic-Spiel überhaupt. Die Kritik des geringen Umfangs des Vorgängers wurde behandelt und noch farbenprächtigere Welten erstellt. Die Fachpresse der damaligen Zeit gab Höchstwertungen wie 197/200 von GameFan, 96 % von Mean Machines, 10/10 von Sega-16 oder 97 % von Sega Force. Auch Neuveröffentlichungen erhalten bis auf die Smartphone-Umsetzungen mit umständlicherer Steuerung sehr gute Wertungen.

„Sonic 2 ist eine Bilderbuchfortsetzung: Spielablauf, Grafikstil und Steuerung sind nahezu 1:1 vom Vorgänger übernommen und machen Sonic-Fans den (Wieder-)Einstieg leicht. Dezente Neuerung (Sonics Dash-Attack und der Side-Kick "Tails"), sowie komplett neugestaltete Fantasy-Welten sorgen für Abwechslung und Überraschungsmomente. Ich fand die Fortsetzung kurzweiliger als den Vorgänger, bei dem sich einige Level-Abschnitte wiederholten oder durch Monotonie langweilten.“

„Sonic 2 bietet Jump & Run der Spitzenklasse. Turbomäßige Action und leicht erlernbare Steuerung raubten mir nächtelang den Schlaf. In dieser Qualität würde ich mir selbst die fünfte Fortsetzung zulegen!“

Auch aus kommerzieller Sicht war das Spiel ein Erfolg. Sonic the Hedgehog 2 verkaufte sich allein auf dem Sega Mega Drive 6,03 Millionen Mal und belegt damit hinter dem ersten Teil Platz 2 der meistverkauften Spiele der Konsole. Vor allem die Smartphone-Umsetzungen treiben die Zahl weiter um Millionen in die Höhe.